# 西川悟平
西川 悟平（にしかわ ごへい、1974年 - ）は日本のピアニスト。父は浪曲師の5代目吉田奈良丸。

## 経歴
大阪府堺市（現在の西区）浜寺出身。ピアノを始めたのは15歳と遅かったが努力の末、大阪音楽大学短期大学部ピアノ科に現役合格。短大卒業後、編入試験を受けたが2年連続で不合格になり、親を安心させるため和菓子屋「たねや」に就職し、大阪高島屋店の食品売り場で和菓子を販売した。
1999年ニューヨークミュージックセンター日本支部主催のコンサート(来日したピアノデュオのコンサート)で前座として1曲弾かせてもらうチャンスが訪れる。その演奏が故・デイビッド・ブラッドショーやコスモ･ブオーノ(ニューヨークを拠点に40ヵ国で活躍する名ピアニストの2人)の目にとまり、同年ニューヨークへと渡った。
しかし2004年のリサイタル中に指に不調をきたし、診断の結果ジストニアと診断された。一時は両腕が使えなくなったものの、その後の懸命なリハビリとカウンセリングの結果、現在は7本の指が動くまでに回復し“7本指のピアニスト”として知られるようになった。
ジストニア発症後もピアノの演奏を続ける一方、オペラ歌手としても活動しており、山田耕筰のオペラ『黒船』のニューヨーク公演にテノール歌手として出演した。
2021年9月5日、2020年東京パラリンピックの閉会式に出演し演奏を披露した。

## 人物

### ピアノとの出会い
両親と3歳年下の弟の4人家族で、子供の頃は何をやってものんびりしていたため、あだ名は「のび太」だった。中学の頃にブラスバンド部に入部しチューバを始めた後、3年時にチューバ専攻で音大進学を決意。音大受験にピアノ演奏が必須と知り、部の顧問に頼んでピアノを教わり始めたその日に志望学科をピアノ科に変更することを決めた。周囲から「15歳からピアノを習い始めて音大に入るなんて無理」と言われたが、ピアノがある祖母の家で練習曲の「ハノン」の60曲を繰り返すなど、一日5～12時間練習に明け暮れて合格を決めた。またこの頃ピアノの練習ともう一つ、15歳でピアノ科受験を考えた日から受験直前まで必ずレコードを聴くことも日課にしていた(当時はショパンの『ノクターン.Op9-2』、『英雄ポロネーズ』などを聴いていた)。

### ピアニストの夢
「たねや」に就職後、西川がピアノを弾けることを知る人たちから、絶えずピアノ演奏の依頼を受けて大小関わらず演奏活動をしていた。1999年とあるピアノ調律師から、「海外の有名なデュオピアニストが大阪でコンサートをするから、その前座で弾いてみない？」と誘われた。
当日は、ショパンの『バラードOp.23-1』を弾いたが思うような演奏ができなかった。本番終了後悔やんでいた所、ブラッドショーとブオーノから「荒削りだけどユニークでドラマティックな演奏だった。もし、本気で勉強したければ金銭的な心配はいらないからニューヨークで僕たちの弟子になればいい」とスカウトされた。「たねや」の店主にこのことを伝えると、「職場の籍はこのままにしておくから頑張っておいで」と背中を押され、3ヶ月間の予定で渡米。
マンハッタン近郊のブオーノの立派な邸宅で居候生活を初めた西川は、夜から早朝4時まで課題をこなし、昼間はマンハッタンのブラッドショーのもとに通ってレッスンを受ける日々を送った。2ヵ月後彼らから帰国前にリンカーン・センターのアリス・タリー・ホールでのリサイタルを提案された。後日リサイタルを開くとこの公演が成功し、すぐにスポンサーがついてプロのピアニストとしての道が開け、一時帰国して「たねや」の店長にピアニストの夢を叶えたことを報告して退職し再びニューヨークに戻る。

### ジストニア発症
アメリカン・ドリームを掴みそこそこ良い暮らしをするがプロになってから2年も経たない頃指が思うように動かなくなった。脳神経が異常をきたすジストニアにかかっていることが判明、という。
後日ピアノの音からブラッドショーに異変を気づかれたため、勇気を出して右手が3本、左手が2本しか動かないことを打ち明けた。すると彼から「それなら右で和音、左でベース音が弾けるね。1本でも動くならピアノを弾き続けなさい」と励まされたという。しかしその後病院をいくつか巡るが、診察した5人の医師全員から「プロとしてピアノを弾くことはもう不可能」と診断され、その後ボトックス注射、飲み薬、催眠療法など色々試したが効果はなかった。
収入がなくなったため清掃員や民泊の運営の仕事を掛け持ち　ブラッドショーとブオーノに迷惑をかけられないとの思いからマンハッタンのグリニッジ・ヴィレッジのわずか2畳半の狭い部屋に引っ越した。

### リハビリ生活
落ち込んでいた西川がある日幼稚園児の前で「きらきら星」を弾くことになり、へんてこな指使いの演奏にも音楽を楽しむ園児たちの姿に、西川がピアニストとしての再起を目指すきっかけとなった。週に一度ブラッドショーと過ごして指が動く時だけピアノに触れ、動かない時はコンサートのビデオなどを観るなどし、彼に精神的に支えてもらった。西川によるとその後ブラッドショーは病気で亡くなったため、結果的に彼の最後の弟子になったとのこと。
例えば3分のピアノ曲を2～3時間かけて一音一音弾くことを必死に繰り返した(その時弾いたのが、プーランクの『即興曲第15番ハ短調』)。懸命にリハビリを続けた結果5本しか動かなかった指が7本まで使えるように回復した。発症から8年目にイタリアの国際音楽フェスティバルでヨーロッパデビューを果たす。病気のことを伏せて演奏したが観客からスタンディングオベーションが起こり、再起への手応えを感じた。　

### 7本指のピアニストとして復帰
“7本指のピアニスト”として知られるようになったあと徐々に活動範囲が広がり、ニューヨーク市長公邸で演説と演奏を依頼されたり、国連創設70周年のコンサートなどにも依頼を受けて出演。また、財団のチャリティーイベントを通じて、パーキンソン病を患うマイケル・J・フォックスや女優のアン・ハサウェイなどの知己を得た。
世界的な大富豪ロスチャイルド家の7代目でソプラノ歌手のシャーロット・ド・ロスチャイルドから連絡をもらい、日本で演奏会を開いたりロンドンにあるロスチャイルド家の宮殿のような屋敷に滞在させてもらったこともある。
指が7本しか動かない現実を「7本も動く」と考えを切り替えたことがきっかけで、他のマイナスなことも受け止め方次第でプラスに変えられることを実感。2018年に西川の音楽活動を応援する人が、スタインウェイ社製のピアノや宿泊設備などを備えた銀座のスタジオ「GINZA 7th Studio」(銀座セブンス・スタジオ)を作ってくれた。
本拠地のアメリカで活動を続けていたが、2020年にコロナ禍によりアメリカでの活動が難しくなり本拠地を東京に移す。2021年現在は、コロナ対策を徹底した上で毎週先述の銀座のスタジオでコンサートをしているとのこと。

### 泥棒とのエピソード
西川によると2015年頃、当時住んでいたニューヨークの賃貸マンションに在宅中、2人組の泥棒に入られた。侵入された瞬間は恐怖したが、彼らが子供の頃から不幸な家庭環境だったことを知って同情し、「うちにあるものは何でも持っていっていい」と告げた。また、その日が犯人の誕生日だったことから西川がピアノで「ハッピーバースデートゥーユー」を弾いてあげると、誕生日を祝われたことがない泥棒は感激し何も取らずに立ち去った。その去り際彼らから「カーネギーホールの一番大きなホールで弾く日が来たら俺たちを招待してくれるか？」と尋ねられ、西川は「いいよ」と約束したとのこと。
翌年カーネギーホールで演奏会を開くことになり開催を知った彼らから連絡が入り、西川は支配人と相談して2人のためにVIP席を用意した。当日ジャケットを着た2人に再会した西川は、彼らから悪事から足を洗って真面目に働いていることを知り嬉しかったとのこと。

### ピアノ曲「ウィンター」について
18歳で亡くなったアメリカの少年(リアム・ピッカー)との“共同制作曲”である「Winter(ウィンター)」について、「僕にとって特別な曲」としている。同曲を作ったリアムが生前大の日本好きだったことから、彼の両親が西川の音楽活動を知り「日本人のあなたにこの曲をアレンジしてピアノで演奏してほしい」と依頼された。曲の完成後から日本国内で弾くようになったことがきっかけで、2018年の映画『栞』の主題歌として採用された。

### 考え方など
元々は恥ずかしがり屋で赤面症だった。小さい頃から映画好きで『バック・トゥ・ザ・フューチャー』シリーズ、『インディ・ジョーンズ』シリーズ、キョンシー映画などを「何百回も見た」とのこと。このため小学生の頃の将来の夢は、国際的映画スターになることだった。
短大に入学した直後は、「15歳でピアノを始めた自分はプロのピアニストになんてなれない。ただカッコよくピアノが弾きたい」との思いで練習に励んでいた。当時は“将来はピアノの先生になれるといいな”程度に考えていたという。
病気を経て復活した現在(2019年)、「僕にとってピアノの存在は自己表現のツールであり、自己表現そのもの。一度失ってまた弾けるようになった。今となっては病気(ジストニア)は神様からのギフトだと思ってます」と語っている。
自身で作った「最悪の出来事もちょっとした考え方と行動の違いで、最高の出来事に変わることもある」という言葉を座右の銘のように大切にしている。
リハビリの影響で、復帰後は「いかに美しく、一音一音にどれだけ魂のこもった音色を作れるか」ということにこだわって弾くようになったとのこと。ちなみにリハビリで用いたプーランクの「即興曲第15番ハ短調」は、復帰後によく弾くレパートリーの一つとなった。

## 受賞
2019年
- 第48回ベストドレッサー賞 特別賞[10]

## 作品

### 書籍
- 7本指のピアニスト 僕が奇跡を起こせた方法（2021年、ロングセラーズ）[11] - ISBN 9784845424801

### DVD・CD
- ～きらきら星を君たちに～7本指のピアニスト～ - 2020年に放送された、TSKさんいん中央テレビ制作の『FNSドキュメンタリー大賞』参加映像のDVD化作品[11]。

- NY音楽活動20周年記念アルバム「西川悟平 20th Anniversary」 - CDとDVDによる2枚組[11]。